# War (canción de Sum 41)
«War» —en español «Guerra»— es el primer sencillo del sexto álbum de estudio de la banda canadiense Sum 41. La canción fue lanzada como sencillo, junto con el acompañamiento de video musical, el 25 de agosto de 2016, a través del canal oficial de Youtube, Hopeless Records. Es el primer sencillo de la banda desde el regreso del guitarrista Dave Baksh en 2015 y la salida del exbaterista Steve Jocz quien dejó el grupo en 2013.

## Vídeo musical
El vídeo oficial de la canción, fue dirigido por Djay Brawner, fue publicada en YouTube.

## Lista de canciones
| Digital download |        |          |  |
| N.º              | Título | Duración |  |
| 1.               | «War»  | 3:29     |  |